# Peterjohnsiidae
Peterjohnsiidae é uma família de milípedes pertencente à ordem Chordeumatida.
Géneros:
- Peterjohnsia Mauriès, 1987